# 圣哉三一歌
《圣哉三一歌》，或依歌词首句称作《圣哉，圣哉，圣哉》（英語："Holy, Holy, Holy"）是一首基督教赞美诗。歌词取材于《以賽亞書》第6章第1节至第5节参，是雷金纳德·希伯为圣三一主日而作，着重阐述基督教“三位一体”神论的要义。约翰·巴克斯·戴克斯（John Bacchus Dykes）于1861年依词作曲。
在1953年版的《泰坦尼克号》中出现了这首赞美诗。
该赞美诗的中文版常编在华人教会诗歌本的第一首。中国基督教协会出版的《赞美诗（新编）》收录该诗歌，列为第1首。

## 歌词

### 英语
Holy, Holy, Holy! Lord God Almighty!

Early in the morning our song shall rise to Thee;

Holy, Holy, Holy! Merciful and Mighty!

God in Three Persons, blessed Trinity!

Holy, Holy, Holy! all the saints adore Thee,

Casting down their golden crowns around the glassy sea;

Cherubim and Seraphim falling down before Thee,

Which wert, and art, and evermore shalt be.

Holy, Holy, Holy! though the darkness hide Thee,

Though the eye of sinful man Thy glory may not see:

Only Thou art holy, there is none beside Thee,

Perfect in power, in love, and purity.

Holy, Holy, Holy! Lord God Almighty!

All Thy works shall praise thy name in earth and sky and sea;

Holy, Holy, Holy! Merciful and Mighty!

God in Three Persons, blessed Trinity! 

### 中文
出版：中國基督教協會

收錄於《讚美詩(新編)》第1首
1.聖哉，聖哉，聖哉，全能大主宰！

清晨我众歌声，穿云上达至尊；

圣哉，圣哉，圣哉！慈悲与全能，

荣耀于赞美，归三一妙身。
2.圣哉，圣哉，圣哉！众圣都崇敬，

放下黄金冠冕，环绕晶海之滨；

千万天军叩拜，同声颂主名，

昔在而今在，永在亿万春。
3.圣哉，圣哉，圣哉！黑暗蔽圣明，

罪人不能仰视庄严广大妙身；

唯独主为真原，惟主为至尊，

全权又全爱，全善全能神。
4.圣哉，圣哉，圣哉！全权的神明！

海天云山酬和吾众赞美歌声；

圣哉，圣哉，圣哉！慈悲与全能，

荣耀与赞美，归三一妙身。
（阿们）

### 閩南語
曲名：聖哉，聖哉，聖哉

出版：台灣基督長老教會音樂委員會

收錄於《聖詩》(1964）第51首
1.聖哉，聖哉，聖哉，全能大主宰，

咱當齊聲唱歌，讚美主耶和華，

聖哉，聖哉，聖哉，掌理天地與海，

讚美上帝，至尊，至高，至大。
2. 聖哉，聖哉，聖哉，萬聖攏敬拜，

冕旒，感恩，尊榮，奉獻在寶座前，

千千萬萬天軍，冥日讚美敬尊，

出聲感謝永遠上帝大恩。
3.聖哉，聖哉，聖哉，全智大主宰，

萬民大聲吟詩，讚美上帝慈悲，

聖哉，聖哉，聖哉，尊榮到萬世代，

讚美三位是獨一的主宰。
（阿們）
曲名：聖哉萬物的大主宰

出版：菲律賓基督教聖樂促進會

收錄於《閩南聖詩(增訂本)》第79首
1.聖哉，聖哉，聖哉！萬物的大主宰，

清早起來應該出聲讚美吟詩，

聖哉，聖哉，聖哉！仁慈的大主宰，

三位一體上帝榮光歸祢。
2. 聖哉，聖哉，聖哉！天上萬萬聖使，

金的冕旒脫落在主寶座位前，

基路兵西拉兵，攏總讚美敬拜，

在昔現今將來至大至聖。
3.聖哉，聖哉，聖哉！煙雲雖然隔離，

凡間罪人不堪見主顯赫榮光，

只有上主至聖，宇宙無物可比，

權能慈愛聖潔極其齊全。
4.聖哉，聖哉，聖哉！宇宙的大主宰，

地上空中水裡萬物一齊讚美，

聖哉，聖哉，聖哉！仁慈的大主宰，

三位一體上帝榮光歸祢。
（阿們）